# Blauwgevlekte landplatworm
De blauwgevlekte landplatworm (Marionfyfea adventor) is een platworm uit de orde Tricladida.

## Naam
Het geslacht Marionfyfea, waarin de platworm wordt geplaatst, wordt tot de familie Geoplanidae gerekend. De wetenschappelijke naam van de soort werd voor het eerst geldig gepubliceerd in 2016 door Jones & Sluys . De naam Marionfyfea komt van Marion Fyfe (1894–1986), een taxonoom die een pionier was op het gebied van de Terricola van Nieuw-Zeeland . Het tweede deel van de naam (adventor), is het Latijnse woord voor bezoeker, en verwijst naar het feit dat de soort een exoot is: hij komt van nature niet in Europa voor . De Nederlandse naam is afgeleid van de kleine blauw-iriserende vlekjes op de rug van het beest.

## Uiterlijke kenmerken
Relatief kleine (1 cm) landplatworm. De rug is onregelmatig licht- en donkerbruin gevlekt met daarop kleine iriserende blauwe vlekjes. De onderzijde is bleek egaal-bruin. Het diertje heeft in totaal 70-80 ogen, gerangschikt in een enkelvoudige rij rond de voorpunt, vanaf daar in een dubbele of driedubbele rij aan de zijrand, gevolgd door weer een enkelvoudige rij met vrij weinig oogjes.

## Voorkomen
Deze platworm komt oorspronkelijk uit Nieuw-Zeeland. In Nederland is hij sinds 2012 in 4 tuinen verspreid door het land gesignaleerd, en is daarmee een gevestigde exoot. Hij komt ook voor in België, Ierland, het Verenigd Koninkrijk, Denemarken, Duitsland en Frankrijk. Platwormen verspreiden zich via de internationale potplantenhandel.

## Algemeen
De worm is tweeslachtig. De soort leeft op het land, nabij zoet water of onder andere vochtige omstandigheden, zoals onder rottend hout in de schaduw.
Platwormen die in Nederland gesignaleerd zijn, kunnen met twee eenvoudige sleutels gedetermineerd worden:
- Zoekkaart
- Digitale soortenzoeker